# Démétrios de Byzance (historien)
Pour les articles homonymes, voir Démétrios.
Démétrios de Byzance (en grec ancien Δημήτριος) est un historien grec du IIIe siècle av. J.-C. Il doit être distingué de son homonyme et contemporain, le philosophe péripatéticien Démétrios de Byzance.
Il n’est connu que par une note de Diogène Laërce qui nous apprend qu’il a composé deux ouvrages : 
- Sur l’expédition des Galates d’Europe en Asie en treize livres, dans lesquels il détaillait les pérégrinations gauloises depuis leur passage en Asie (276 av. J.-C.) jusqu'à leur installation en Phrygie après leur défaite face à Antiochos Ier (275 ou 269/8 av. J.-C.).
- Sur Antiochos, Ptolémée, et la Libye sous leur gouvernement en huit livres, où il détaillait le volet cyrénéen du conflit entre Antiochos Ier Sôter et Ptolémée II Philadelphe, et tout particulièrement la révolte de Magas entre 275 et 272/1 av. J-C.

Il pourrait être une des sources de Polybe de Mégalopolis pour l’histoire de Byzance.